# Иван Шпрайц
Иван Шпрайц (на словенски: Ivan Šprajc) е словенски археолог, астроном и етнолог.

## Биография
Иван Шпрайц е роден през 1955 г. в град Марибор, Социалистическа република Словения (днес Словения), СФРЮ. Завършва археология и етнология във Философския факултет на Люблянския университет, след това се премества в Мексико, за да изучава предиспанските култури на Мезоамерика. През 1989 г. завършва там магистърската си степен, след което работи като изследовател няколко години в Националния институт по антропология и история в град Мексико, като провежда полеви археологически проучвания в сърцето на полуостров Юкатан. През 1997 г. получава докторска степен по антропология от Мексиканския национален автономен университет. През 1998 г. постъпва в Научноизследователския център на Словенската академия на науките и изкуствата в Любляна, след което е ръководител на Института за антропологични и пространствени изследвания. Неговият научен труд е насочен върху мезоамериканската археоастрономия и археологията на маите.